# Кленч, Нора
Эстер Леонора Кленч (англ. Esther Leonora Clench; 1867—1938) — канадская скрипачка конца XIX и начала XX века, основательница Квартета Норы Кленч.

## Биография
Нора Кленч родилась в семье юриста в городе Сент-Марис (близ Стратфорда, Онтарио). До 15 лет училась при монастыре сестер Лорето в Гамильтоне, после чего поступила в Лейпцигскую консерваторию. Её учителем там был российский скрипач Адольф Бродский.
Окончив консерваторию с высшим отличием, Кленч возвращается на Американский континент, где становится первой скрипкой оркестра в Буффало. В 1891 году она снова появляется в Европе, где дает несколько концертов и берет уроки у Эжена Изаи. В 1892 году она перебирается в Лондон и выступает в Осборн-хаусе перед королевой Викторией, и та под впечатлением от её игры дарит ей брошь с бриллиантами и рубинами. Кленч выступала также перед кайзером Вильгельмом. В отзыве на выступления Кленч в Лондоне The Times пишет: «Её тон превосходен, её техника прекрасна», а позже, в 1899 году, «её исполнение входит в число лучших, когда-либо звучавших в Лондоне». Венгерский виртуоз Эде Ременьи в эти годы предрекал, что она прославит Канаду в музыкальном мире.
В 1893 году Нора Кленч выступает с гастролями у себя на родине, в Канаде, а в 1898 году гастролирует с Эммой Альбани в Южной Африке и Австралии. В 1904 году она создает Квартет Норы Кленч, полностью состоящий из исполнительниц-женщин и исполнявший, по словам канадского историка искусства Ларри Пфаффа, самую авангардную музыку в Лондоне этого времени. Наряду со стандартным репертуаром квартет исполняет новые произведения, в частности, в 1907 году став первым коллективом, исполнившим ре-минорный квартет Регера.
Кленч также занималась живописью, и её картины пользовались популярностью. Ради занятий живописью она даже перебралась в 1900 году из Лондона в Париж, на это время оставив музыку, однако впоследствии возобновив выступления. В 1908 году она вышла замуж за уроженца Австралии, художника Артура Стритона, с которым была знакома с 1899 года. После этого она оставила занятия музыкой, в 1911 году родила Стритону единственного сына, получившего имя Чарльз Людвиг Оливер, и в 1924 году уехала с мужем из Англии в Австралию. Она скончалась в Тураке (штат Виктория) в 1938 году, через год после того, как её муж был возведен в рыцарское звание.